# Almunia de San Juan
Almunia de San Juan (in aragonesischer Sprache L’Almunia de Sant Chuan) ist ein Municipio in der autonomen Gemeinschaft Aragonien in Spanien. Es gehört der Provinz Huesca an. 2024 hatte die Gemeinde 708 Einwohner auf einer Fläche von 36 km².

## Lage
Almunia de San Juan liegt etwa 55 Kilometer ostsüdöstlich von Huesca und etwa 50 Kilometer nordwestlich von Lleida. Westlich der Gemeinde verläuft der Río Cinca. Durch die Gemeinde führt der Zufluss Río Sosa. Dieser wird unterführt vom Canal de Aragón y Cataluña.

## Bevölkerungsentwicklung
| 1900 | 1910 | 1920 | 1930 | 1940 | 1950 | 1960 | 1970 | 1981 | 1991 | 2001 | 2011 | 2020 |
| ---- | ---- | ---- | ---- | ---- | ---- | ---- | ---- | ---- | ---- | ---- | ---- | ---- |
| 975  | 1207 | 1159 | 1166 | 1109 | 1180 | 1154 | 982  | 801  | 726  | 685  | 661  | 666  |

## Sehenswürdigkeiten
- Petruskirche (Iglesia de Pedro Apostól)
- Vieja-Kirche (Iglesia Vieja)

## Gemeindepartnerschaft
Mit der französischen Gemeinde Agonac im Département Dordogne in Neuaquitanien besteht eine Partnerschaft. 